# Le Désir (film, 1928)
Pour les articles homonymes, voir Le Désir.
Pour plus de détails, voir Fiche technique et Distribution.
Le Désir est un film français réalisé par Albert Durec, sorti en 1928.

## Fiche technique
- Titre : Le Désir
- Réalisation : Albert Durec
- Scénario : Jean Pommerol, d'après son roman Un fruit et puis un autre fruit
- Photographie : Jimmy Berliet et Émile Pierre
- Production : Alex Nalpas
- Pays de production :  France
- Format :  Noir et blanc - 1,33:1 - 35 mm - Muet
- Date de sortie :
  - France : 18 octobre 1928

## Distribution
- Olaf Fjord : Khadour
- Mary Serta : Aïcha
- Roger Karl : le caïd Baïlich
- Pola Illéry
- Gina Glory
- Irma Perrot
- Kébir Laftar
- Bousaadi